# Qwentin
Qwentin es una banda de rock alternativo originaria de Portugal. Fue fundada en 2003 en Cartaxo por Drepopoulos Qwentinsson, Gospodar Qwentinsson y Qweon Qwentinsson, a los que se les unirían Vjlasson Qwentinsson y Morloch Qwentinsson. Vjlasson fue después sustituido por el baterista Qartafla Qwentinsson, en 2005. Qartafla dejó Qwentin en el año siguiente, siendo sustituido por Bárány Qwentinsson.
Su primer álbum, "Première!", fue lanzado en 15 de noviembre de 2007, por la discográfica portuguesa Raging Planet.

## Historia
Nacidos de las cenizas de diferentes proyectos de rock and roll, punk, metal, hard rock, “psicadelia” y otras disciplinas del espectro musical, Qwentin surgieron, en 2003, con su propia versión de “alternativo”, situado entre la ciencia ficción y lo fantástico. 
Los Qwentin tocan un rock de ámbito global e influencias cinematográficas, asiente en la multiplicidad lingüística y en la creación de temas que progresan como filmes.
Asumiéndose como una banda europea, según afirmaron ellos mismos en una entrevista al periódico portugués O Mirante, Qwentin se formó en Cartaxo, en 2003, debutando en el Festival Tejo – un evento de verano dedicado a las bandas portuguesas de todos los cuadrantes y escalones de celebridad. Así, en julio de 2003, Drepopoulos Qwentinsson (bajo), Gospodar Qwentinsson (guitarra, voz), Morloch Qwentinsson (programaciones, teclados), Qweon Qwentinsson (guitarra, voz) e Vjlasson Qwentinsson (batería), se presentan en vivo en el palco n.º 3 de Festival Tejo, en la playa de Casa Branca (Azambuja).
En abril de 2004, y con los mismos elementos, Qwentin gana el concurso AZB002 (organizado por el Ayuntamiento de Azambuja) que les garantiza el acceso al Evento Nuevos Talentos de la edición de ese año del Festival Tejo, realizado en Valada (Cartaxo) – donde comparten el escenario con nombres como Fonzie, Ramp o Mão Morta. Con esta actuación vinieron las primeras reacciones críticas de la prensa portuguesa: “espanto”, “admiración” y “misterio”, fueran algunas de las palabras escogidas para clasificar el universo en permanente construcción de Qwentin.
Sus actuaciones en vivo han sido descritas como "desafiantes", y su sonoridad como una "mutación prog con Zeppelin en el horizonte", aunque difícil de rotular. De acuerdo con el periódico musical Blitz, "Qwentin no hacen nada de lo que se espera y ahí radica su mérito."

En 2005, la banda graba su primer EP, “Il Commence Ici”, en los estudios Toolateman. La producción fue entregada a Dominique Borde y Ary (Blasted Mechanism). Poco después de la presentación del disco, Vjlasson abandona la banda, y su lugar es tomado por Qartafla Qwentinsson. Se sucede una corta digresión por Portugal y, mientras tanto, el regreso a los estudios Toolateman. Nuevamente bajo la responsabilidad de Dominique Borde y Ary, Qwentin crea el EP “Uomo-Tutto”, que, además de mejorar los temas anteriormente grabados, añade dos nuevas pistas: “Uomo-Tutto” y “Chewbacca’s Blues”.
Llegado el verano, la organización invita, una vez más, a Qwentin para presentarse en vivo en aquella que vendría a ser la última edición de Festival Tejo. Moonspell, Kreator, Transglobal Underground y Asian Dub Foundation son algunos de los nombres más sonantes del cartel de ese año. 
Los primeros meses de 2006 son dedicados a la creación de “Homem-Tudo” (“Hombre-Todo”), un espectáculo multidisciplinar, que funde vídeo, performance, teatro y música, con las participaciones del actor Tiago Graça Nogueira y del director Ricardo Leal Pereira. Debutó el 15 de abril, en el Centro Cultural do Cartaxo. Mientras los trabajos de preparación para la presentación, Qartafla abandona la banda, y para su lugar entra Bárány Qwentinsson, que se estrena en “Homem-Tudo”. 
Llegado el mes de octubre, Qwentin decide hacer una pausa en las actuaciones en vivo y dedicarse a la grabación de su primer álbum, “Première!” (lanzado el 15 de noviembre de 2007), producido por Daniel Cardoso (Head Control System, Del), en el estudio Ultra Sound, en Braga. El trabajo incluye doce temas, interpretados en castellano, inglés, portugués, francés, italiano, neerlandés y esperanto.

## Miembros
| Año  | Banda                   | Banda                | Banda             | Banda               | Banda                | Disco               |
| Año  | Bajo                    | Guitarra, Voz        | Guitarra, Voz     | Teclados, Samples   | Batería              | Disco               |
| ---- | ----------------------- | -------------------- | ----------------- | ------------------- | -------------------- | ------------------- |
| 2003 | Drepopoulos Qwentinsson | Gospodar Qwentinsson | Qweon Qwentinsson | Morloch Qwentinsson | Vjlasson Qwentinsson | Curta-Metragem Demo |
| 2004 | Drepopoulos Qwentinsson | Gospodar Qwentinsson | Qweon Qwentinsson | Morloch Qwentinsson | Vjlasson Qwentinsson | Il Commence Ici EP  |
| 2005 | Drepopoulos Qwentinsson | Gospodar Qwentinsson | Qweon Qwentinsson | Morloch Qwentinsson | Qartafla Qwentinsson | Uomo-Tutto EP       |
| 2006 | Drepopoulos Qwentinsson | Gospodar Qwentinsson | Qweon Qwentinsson | Morloch Qwentinsson | Bárány Qwentinsson   | Première!           |

## Discografía
- Il Commence Ici EP (2004)

1. "Il Commence Ici
2. "Jornalisma
3. "N.F.O. Kronikoj

- Uomo-Tutto EP (2005)

1. "Uomo-Tutto"
2. "Il Commence Ici"
3. "Jornalisma"
4. "N.F.O. Kronikoj"
5. "Chewbacca’s Blues"

- Première! (2007)

1. "Fatalidad!"
2. "Casualty Friday"
3. "Trailer de 'Aquí.'"
4. "Il Commence Ici "
5. "Uomo-Tutto"
6. "Jornalisma"
7. –intervalo-
8. "Aquí."
9. "Tweestrijd"
10. "N.F.O. Kronikoj"
11. "Mind (the) Thieves"
12. "Terrier"
13. "Chewbacca's Blues"